# Gebiete um Nürtingen, Neckarhausen und Raidwangen
Das Landschaftsschutzgebiet Gebiete um Nürtingen, Neckarhausen und Raidwangen ist ein mit Verordnung der Unteren Naturschutzbehörde beim Landratsamt Esslingen vom 21. Februar 1983 ausgewiesenes Landschaftsschutzgebiet (LSG-Nummer 1.16.062) auf dem Gebiet der Stadt Nürtingen.

## Lage und Beschreibung

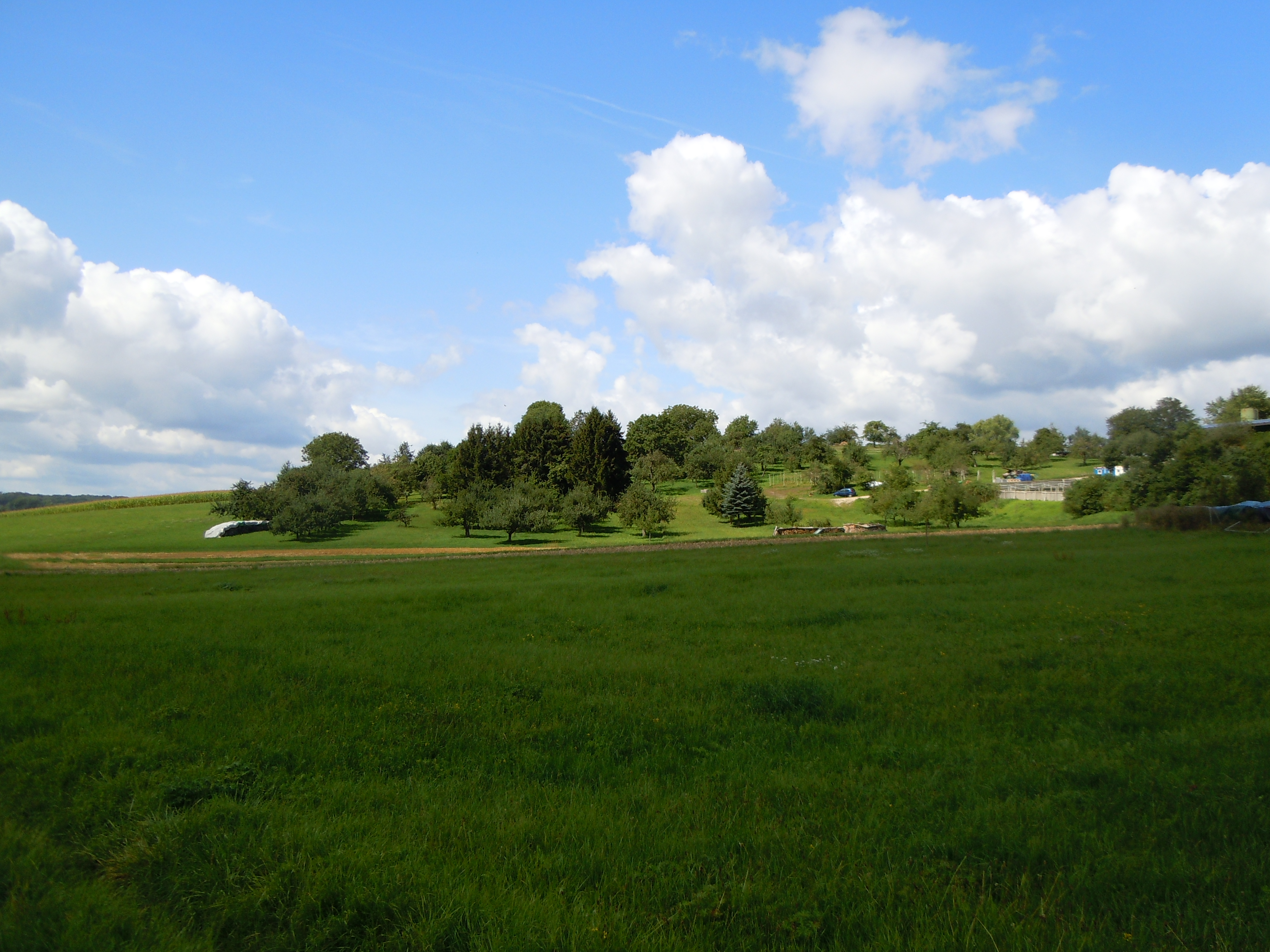
Vulkanembryo Kräuterbühl

Das 440 Hektar große Gebiet liegt bei den Nürtinger Stadtteilen Raidwangen und Neckarhausen. Das Schutzgebiet gehört naturräumlich zum Mittleren Albvorland und zur Filder.
Das Schutzgebiet besteht aus drei Teilgebieten. Das flächenmäßig größte Teilgebiet ist das um Raidwangen herum gelegene Gebiet. Im LSG liegen die flächenhaften Naturdenkmale Vulkanembryo Kräuterbühl und Vulkanembryo Staufenbühl, wobei der südliche Teil des Staufenbühls in LSG Autmuttal bei Großbettlingen, Geigersbühl und Gewann Gelber Brunnen liegt.

## Schutzzweck
Wesentlicher Schutzzweck ist gemäß Schutzgebietsverordnung die Sicherung und langfristige Erhaltung ökologisch und landschaftlich wertvoller Bereiche als Grünzäsuren und Freiräume zwischen den Siedlungsflächen.